# ロンブー荘青春記
『ロンブー荘青春記』（ロンブーそうせいしゅんき）は、1997年10月から1998年9月まで日本テレビ系列局で放送された日本テレビ制作のバラエティ番組。放送時間は毎週月曜 23:45 - 24:15（JST）、日本テレビ系全国ネットの深夜番組放送枠『ZZZ』月曜第1部の番組として放送。

## 概要
ロンドンブーツ1号2号の冠番組の1つである。ロンブーの2人の指示の下、ペナルティ・ピンポイント・ガレッジセールら3組のお笑いコンビと芸人をめざす芸人予備軍が様々なバラエティ企画に体を張って挑んでいた。この番組をきっかけに、沖縄出身で番組内で一押しされていたガレッジセールが全国区に打って出るようになった。ちなみに、ピンポイントのみ養成所出身では無かったのか、常に背広を着用していた。

## 出演者
- ロンドンブーツ1号2号
- ペナルティ
- ピンポイント
- ガレッジセール

## スタッフ
- 構成：池田一之、堀江利幸、とちぼり元、鈴木工務店、鈴木しげき
- 技術：八峯テレビ
- CAM：元木宏
- VE：東海林学
- AUD：岩岡昌夫
- 音効：幾代学、佐藤賢治（SPOT）
- 編集：MEDIA LABO AOYAMA
- EED：望月浩久
- MA：丸山秀樹
- 美術：木綿宏彰（つむら工芸）
- タイトルロゴ：GORO ARAI（HIDE AND SEEK）
- スタイリスト：渡辺浩司
- 広報：大関雅人
- AP：田中眞理子
- デスク：川渕惠子
- 制作スタッフ：上野かおる、佐藤友昭
- ディレクター：長嶺望、マッコイ斉藤、武石政人、安彦和弘
- 演出：三觜雅人
- プロデューサー：竹内尊実 ／ 牛丸謙壱、大野克己（IVSテレビ制作）、奥谷達夫、小川仁（吉本興業）
- チーフプロデューサー：桜田和之
- 制作協力：吉本興業、IVSテレビ制作
- 製作著作：日本テレビ